# Urban VI
Urban VI, född Bartolomeo Prignano cirka 1318 i Neapel, Italien, död 15 oktober 1389 i Rom, var påve från den 8 april 1378 till sin död den 15 oktober 1389. 

## Biografi
Bartolomeo Prignano var från Neapel, men begav sig som ung till Avignon där han skaffade sig inflytelserika vänner. Den 21 mars 1364 konsekrerades han till ärkebiskop av Acerenza i kungadömet Neapel, och den 14 april 1377 förflyttade påve Gregorius XI honom till ärkebiskopssätet Bari.
Gregorius XI hade flyttat påvens säte från Avignon tillbaka till Rom. För att försäkra sig om att ingen återflyttning till Avignon skulle komma i fråga, yrkade det romerska folket och prästerskapet vid hans död på att en italienare skulle väljas till hans efterträdare. Så blev då Urban VI påve, men detta val blev orsaken till den så kallade stora schismen i påvedömets historia. 

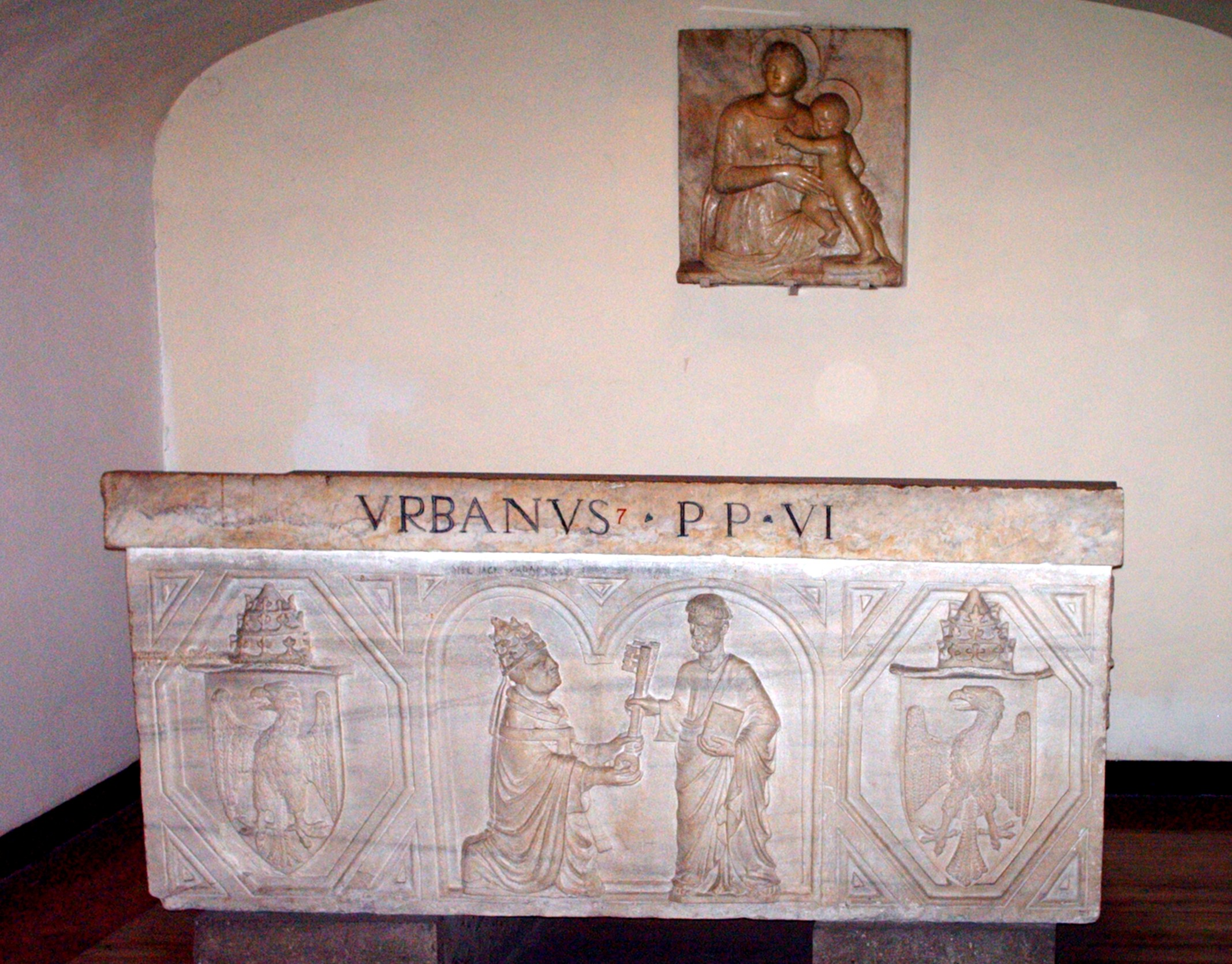
Påve Urban VI:s grav i Grotte Vaticane under Peterskyrkan

Urban VI ivrade för kyrkotukt och för att upprätta kyrkan ur förfallet hade han dock efter en kort tids regering genom oklokhet, envishet och hårdhet stött sig med flertalet av även sina egna kardinaler. Urban förmådde 1381 hertig Karl av Durazzo att sätta sig i spetsen för ett "korståg" mot Neapels regerande drottning, Johanna, som blev besegrad, tillfångatagen och mördad, varefter Karl blev Neapels kung under namnet Karl III. Vänskapen mellan honom och påven tog dock snart slut. Urban misstänkte en sammansvärjning bland kardinalerna och att den nye kungen understödde de upproriska och bannlyste Karl. Därtill belade han Neapel med interdikt och lät efter pinligt förhör mörda fem kardinaler 1386, ett blodsdåd genom vilket påvens anhängare minskade betydligt i antal, och oviljan mot honom växte. 
1389 bestämde Urban att Jungfru Marias besökelse skulle firas som allmän kyrkofest varje år 2 juli, och att vart 33:e år skulle firas som jubelår. Nästa jubelår skulle inträffa året därpå, men Urban hann inte uppleva det innan han avled den 15 oktober 1389, enligt många källor förgiftad av romarna.
Urban VI var den senaste påven som vid valet inte tillhörde kardinalskollegiet.
| Påvar under den stora schismen |
| ------------------------------ |
|                                |